# Franz Rudnitzki
Franz Rudnitzki (* 29. März 1883 in Elbing; † 8. Mai 1972 in Bremerhaven) war ein deutscher Politiker (USPD, SPD).

## Leben
Franz Rudnitzki wurde als Sohn eines Zimmerers geboren. Nach dem Volksschulabschluss absolvierte er von 1899 bis 1903 eine Tischlerlehre und besuchte gleichzeitig eine Fortbildungsschule. Von 1906 bis 1908 besuchte er zudem die Kaufmännische Fortbildungsschule in Elbing. Er arbeitete bis 1918 als Tischler. 1903 schloss er sich der Gewerkschaft an und 1907 trat er in die SPD ein. Nach der Abspaltung von der SPD wurde er Mitglied der USPD, deren Parteizeitung Elbinger Volksstimme er von 1919 bis 1920 als Geschäftsführer leitete. Von 1920 bis 1930 war er als Angestellter für die Allgemeine Ortskrankenkasse in Elbing tätig.
Rudnitzki wurde 1922 erneut Mitglied der SPD. Er war von 1920 bis 1930 Stadtverordneter in Elbing, stand zeitweilig der Stadtverordnetenversammlung vor und war von 1924 bis 1930 unbesoldeter Stadtrat. Daneben war er von 1921 bis 1930 Vorstandsmitglied des Preußischen Städtetages. 1928 wurde er als Abgeordneter in den Preußischen Landtag gewählt, dem er bis 1932 angehörte. Von 1930 bis zu seiner Versetzung in den einstweiligen Ruhestand am 8. März 1933 amtierte er als Landrat des Kreises Angerburg.
Rudnitzki wurde während der Zeit des Nationalsozialismus in Haft genommen und von August bis September 1944 im KZ Stutthof interniert.
Nach dem Zweiten Weltkrieg ging Rudnitzki als Heimatvertriebener nach Magdeburg, wo er von 1945 bis 1947 die Leitung der Umsiedlerstelle übernahm. Im Zuge der „Zwangsvereinigung von SPD und KPD zur SED“ wurde er 1946 Mitglied der SED. Er lebte an der Adresse Ottenbergstraße 17 im Stadtteil Alte Neustadt. Von Mai 1947 bis März 1951 war er Leiter der Personalabteilung der Steuerämter bzw. Leiter der Finanzabteilung und von April 1951 bis zu seinem Eintritt in den Ruhestand im September 1952 kommissarischer Hauptabteilungsleiter beim Finanzministerium in Halle.
1965 siedelte Rudnitzki in die Bundesrepublik Deutschland über.